# Esperaindeo
Esperaindeo (em latim: Speraindeo; m. 853) foi um abade cordovês moçárabe que foi professor de Eulógio e Paulo Álvaro.
Pouco se sabe sobre sua vida. Foi abade no Mosteiro de Santa Clara, perto de Córdova, que era na época capital do Emirado de Córdova. Além de suas obras, lutou para conservar a cultura latino-cristão no território muçulmano. Era conhecido por sua audácia: sua "Apologética contra Maomé"—conhecida apenas por fragmentos—escrita durante o período mais perigoso para os cristãos durante a conquista muçulmana, condenou os cristãos que se converteram ao islã. A agitação de Speraindeo na comunidade cristão resultou numa escalada do fervor religioso e terminou numa onda de novos mártires, conhecidos como "Mártires de Córdova".